# Jesper Termansen
Jesper Høvsgaard Termansen (født 30. september 1962) er en dansk journalist,  som siden november 2015 har været lytternes, seernes og brugernes redaktør for DR.
Som vagthund for DR er hans arbejdsopgaver både af politisk og juridisk karakter.
Termansen stammer fra en tømrerfamilie i Gudbjerg og tilbragte sin folkeskoletid på Haahrs Skole i Svendborg og fortsatte på Svendborg Gymnasium, inden han som 20-årig flyttede til London.
Her arbejdede han i en periode, inden han returnerede til Danmark og i fire år læste statskundskab på Aarhus Universitet. Derefter kom han ind på Danmarks Journalisthøjskole, ligeledes i Aarhus.
Før Termansen kom til DR, var han politisk redaktør og bestyrelsesmedlem på Radio24syv. Han har været pressechef i flere ministerier, heriblandt Socialministeriet. Tidligere har han været politisk redaktør på Berlingske og reporter på TV 2. Før han blev ombudsmand for DR, var han delvis politisk kommentator på TV2 NEWS.
Termansen var også fast mand ved bordet i tv-programmet Besserwisserne på TV2 NEWS, hvor han også gik hen og blev folketingsvalgets überbesserwisser i 2015. Han var en hyppig gæst i tv-programmet Meningsmaskinen på TV2 Lorry.
I 2018 blev Jesper Termansen optaget i Kraks Blå.
Til daglig bor han på Frederiksberg med sin kone og tre børn.